# Eriovixia
Genre
Synonymes
- Simonarachne Archer, 1951
- Tukaraneus Barrion & Litsinger, 1995

Eriovixia est un genre d'araignées aranéomorphes de la famille des Araneidae.

## Distribution
Les espèces de ce genre se rencontrent dans le Sud de l'Asie, en Afrique subsaharienne et en Nouvelle-Guinée.

## Liste des espèces
Selon World Spider Catalog (version 26, 24/02/2025) :
- Eriovixia bannaensis Zhou, Zhu & Zhang, 2017
- Eriovixia cavaleriei (Schenkel, 1963)
- Eriovixia enshiensis (Yin & Zhao, 1994)
- Eriovixia excelsa (Simon, 1889)
- Eriovixia ganae Mi & Li, 2021
- Eriovixia gryffindori Ahmed, Khalap & Sumukha, 2016
- Eriovixia hainanensis (Yin, Wang, Xie & Peng, 1990)
- Eriovixia huwena Han & Zhu, 2010
- Eriovixia jianfengensis Han & Zhu, 2010
- Eriovixia kachugaonensis P. Basumatary, Chanda, Das, Kalita, Brahma, T. Basumatary, B. K. Basumatary & Daimary, 2019
- Eriovixia laglaizei (Simon, 1877)
- Eriovixia liuhongi Mi & Li, 2021
- Eriovixia mahabaeus (Barrion & Litsinger, 1995)
- Eriovixia menglunensis (Yin, Wang, Xie & Peng, 1990)
- Eriovixia napiformis (Thorell, 1899)
- Eriovixia nigrimaculata Han & Zhu, 2010
- Eriovixia nocturnalis Biswas & Raychaudhuri, 2018
- Eriovixia palawanensis (Barrion & Litsinger, 1995)
- Eriovixia patulisus (Barrion & Litsinger, 1995)
- Eriovixia pengi Mi & Li, 2021
- Eriovixia poonaensis (Tikader & Bal, 1981)
- Eriovixia porcula (Simon, 1877)
- Eriovixia pseudocentrodes (Bösenberg & Strand, 1906)
- Eriovixia rhinura (Pocock, 1900)
- Eriovixia sakiedaorum Tanikawa, 1999
- Eriovixia sticta Mi, Peng & Yin, 2010
- Eriovixia tangi Mi & Li, 2021
- Eriovixia turbinata (Thorell, 1899)
- Eriovixia wangchengi Mi & Li, 2021
- Eriovixia yaoi Mi & Li, 2021
- Eriovixia yinae Mi & Li, 2021
- Eriovixia yunnanensis (Yin, Wang, Xie & Peng, 1990)
- Eriovixia zhengi Mi & Li, 2021

## Systématique et taxinomie
Ce genre a été décrit par Archer en 1951 dans les Argiopidae. Il est placé en synonymie avec Neoscona par Berman et Levi en 1971. Il est relevé de synonymie par Grasshoff en 1986.
Simonarachne a été placé en synonymie par Grasshoff en 1986.
Tukaraneus a été placé en synonymie par Han et Zhu en 2010.

## Publication originale
- Archer, 1951 : « Studies in the orbweaving spiders (Argiopidae). 1. » American Museum novitates, no 1487, p. 1-52 (texte intégral).